# Il tempo necessario
Il tempo necessario è un album del rapper italiano Kiave, pubblicato il 16 dicembre 2009 dalla Macro Beats Records.
Corrado Grilli ha provveduto al progetto grafico.
La produzione esecutiva è stata curata da Macro Marco per la Macro Beats Records.

## Tracce
1. Dignità – 3:43 (M. Claudio – M. Filice)
2. Intro (la dignità viene prima di tutto) – 0:13
3. Metamorfosi con DJ Danko – 3:04 (M. Losso – M. Filice)
4. È tardi ormai – 3:34 (J. Hilpold – M. Filice)
5. Il ritorno del microfono in fiamme con Clementino, Negrè, DJ Dumbo – 3:39 (M. Losso – C. Maccario, M. Filice, F. Vicini)
6. Morfeo con Mama Marjas – 4:07 (J. Hilpold – M. Filice, M. Germinario)
7. Redenzione – 3:37 (G. Serafini – M. Filice)
8. Quando rimo – 3:07 (M. Claudio – M. Filice)
9. Live Report con Patrick Benifei – 3:57(P. Gruber – M. Filice)
10. Gravità – 4:00 (J. Hilpold – M. Filice)
11. C.S. 7 (Contro Staticità) con Cario, Brigante, DJ Dumbo – 3:24 (M. Losso – M. Filice)
12. Lettera al sole con Hyst – 3:35 (J. Hilpold – M. Filice)
13. Time 4 Us – 3:06 (B. Jordanovic – M. Filice)
14. Momento cruciale – 3:07 (L. Pecora – M. Filice)
15. Da un po' con Ghemon, Hyst – 3:53 (M. Losso, S. Scattarreggia – G.L. Picariello, M. Filice)
16. Top Ten – 3:48 (M. Bernacchi – M. Filice)
17. Deja vu con Mecna, DJ Danko – 3:49 (S. Scattarreggia – M. Filice, C. Grilli)
18. Fuori dal mondo con Ghemon – 4:10 (P. Gruber – M. Filice, G.L. Picariello)